# Gavrailovo
Gavrailovo (Bulgaars: Гавраилово) is een dorp in Bulgarije. Zij is gelegen in de gemeente Sliven, oblast Sliven. Het dorp ligt 233 km ten oosten van Sofia.

## Bevolking
In de eerste volkstelling van 1934 telde het dorp 1.288 inwoners. Dit aantal nam toe tot een officiële hoogtepunt van 1.609 personen in 1965. Op 31 december 2019 telde het dorp 1.045 inwoners.
Van de 1.193 inwoners reageerden er 958 op de optionele volkstelling van 2011. Van deze 958 respondenten identificeerden 771 personen zichzelf als etnische Bulgaren (80,5%), terwijl 182 personen zichzelf als Roma identificeerden (19%).
Van de 1.193 inwoners in februari 2011, waren er 208 jonger dan 15 jaar oud (17,4%), 704 personen waren tussen de 15-64 jaar oud (59%) en 281 personen waren 65 jaar of ouder (23,6%).